# Josh Brown
Joshua "Josh" Brown, född 21 januari 1994 i London, Ontario, är en kanadensisk professionell ishockeyback som spelar för Arizona Coyotes i NHL.
Han har tidigare spelat på NHL-nivå för Boston Bruins, Ottawa Senators och Florida Panthers och på lägre nivåer för Springfield Thunderbirds och Portland Pirates i AHL, Manchester Monarchs i ECHL och Oshawa Generals i Ontario Hockey League (OHL). Brown vann 2015 års Memorial Cup med Oshawa Generals.
Brown draftades av Florida Panthers i sjätte rundan i 2013 års draft som 152:a spelare totalt.
Den 31 maj 2018 skrev han på ett tvåårigt tvåvägskontrakt med Panthers.
Han spelade sin debutmatch i NHL mot Toronto Maple Leafs den 18 januari 2019, tre dagar före han fyllde 25 och mer än fem år efter det att han draftats. Matchen, som spelades i Panthers hemmaarena, BB&T Center, vanns av hemmalaget med 3-1.  Browns första poäng i NHL kom 10 mars 2019, då Panthers besegrade Detroit Red Wings 6-1. Brown gjorde matchens första mål, assisterad av lagkamraterna Troy Brouwer och Mark Pysyk.
Den 2 oktober 2020 trejdades Josh Brown till Ottawa Senators, i utbyte mot ett draftval i fjärderundan för 2020 års NHL-draft.

## Statistik
| 2009–2010  | London Jr. Knights Gold       | AH         | 43  | 5 | 13 | 18 | 43  | 14 | 1 | 3 | 4 | 6  |
|            | London Jr. Knights Midget AAA | AH         | 1   | 0 | 0  | 0  | 0   | —  | — | — | — | —  |
| 2010–2011  | Whitby Fury                   | OJHL       | 35  | 6 | 4  | 10 | 59  | —  | — | — | — | —  |
| 2011–2012  | Oshawa Generals               | OHL        | 46  | 0 | 4  | 4  | 49  | 2  | 0 | 0 | 0 | 0  |
| 2012–2013  | Oshawa Generals               | OHL        | 68  | 0 | 16 | 16 | 79  | 9  | 1 | 4 | 5 | 11 |
| 2013–2014  | Oshawa Generals               | OHL        | 56  | 2 | 10 | 12 | 83  | 9  | 0 | 0 | 0 | 18 |
| 2014–2015  | Oshawa Generals               | OHL        | 60  | 6 | 15 | 21 | 92  | 21 | 2 | 2 | 4 | 30 |
| 2015–2016  | Portland Pirates              | AHL        | 10  | 0 | 1  | 1  | 7   | —  | — | — | — | —  |
|            | Manchester Monarchs           | ECHL       | 54  | 1 | 11 | 12 | 80  | 5  | 0 | 0 | 0 | 4  |
| 2016–2017  | Springfield Thunderbirds      | AHL        | 72  | 3 | 10 | 13 | 96  | —  | — | — | — | —  |
| 2017–2018  | Springfield Thunderbirds      | AHL        | 66  | 1 | 9  | 10 | 67  | —  | — | — | — | —  |
| 2018–2019  | Florida Panthers              | NHL        | 37  | 1 | 1  | 2  | 28  | —  | — | — | — | —  |
|            | Springfield Thunderbirds      | AHL        | 22  | 3 | 0  | 3  | 34  | —  | — | — | — | —  |
| 2019–2020  | Florida Panthers              | NHL        | 56  | 3 | 5  | 8  | 39  | 2  | 0 | 0 | 0 | 0  |
| NHL totalt | NHL totalt                    | NHL totalt | 93  | 4 | 6  | 10 | 67  | 2  | 0 | 0 | 0 | 0  |
| AHL totalt | AHL totalt                    | AHL totalt | 170 | 7 | 20 | 27 | 204 | —  | — | — | — | —  |
| OHL totalt | OHL totalt                    | OHL totalt | 230 | 8 | 45 | 53 | 303 | 41 | 3 | 6 | 9 | 59 |